# 腌面

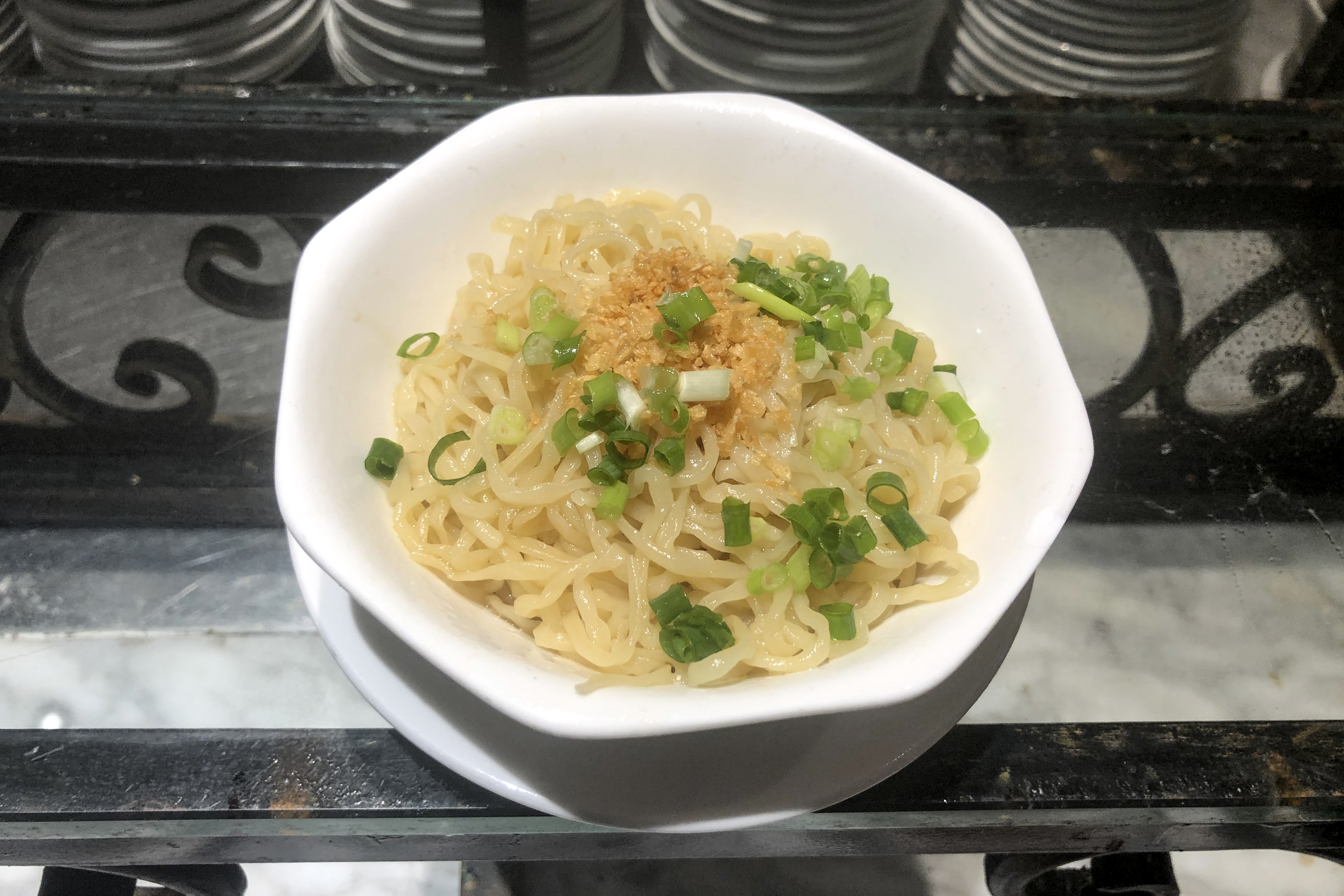
梅州腌面

腌面是廣東梅州特有的客家小吃。

## 作法
将面条用开水煮熟后捞起，加拌猪油、炸香的蒜仁及葱粒，再配少许鱼露，是客家人喜爱的早餐，常搭配三及第汤。